# Dickson Etuhu
Dickson Paul Etuhu (Kano, Nigeria; 8 de junio de 1982) es un exfutbolista nigeriano, nacionalizado inglés, que jugaba de pivote.

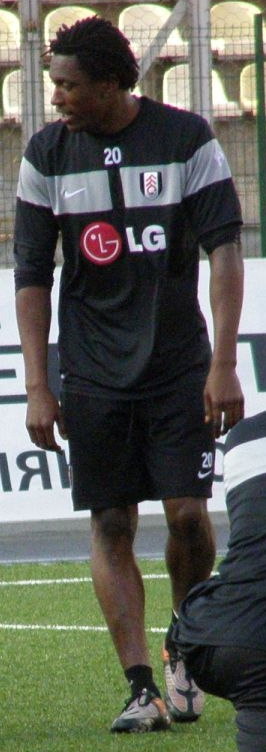
Etuhu con el Fulham en 2009

Es el hermano mayor del también futbolista Kelvin Etuhu.

## Selección nacional
Ha sido internacional con la selección de fútbol de Nigeria en 19 ocasiones. Fue parte del equipo que representó al país en Sudáfrica 2010.

### Paritcipaciones en Copa Africana de Naciones
| Edición                        | Sede   | Resultado        |
| ------------------------------ | ------ | ---------------- |
| Copa Africana de Naciones 2008 | Ghana  | Cuartos de final |
| Copa Africana de Naciones 2010 | Angola | Tercer puesto    |

### Participaciones en Copa del Mundo
| Edición                        | Sede      | Resultado      |
| ------------------------------ | --------- | -------------- |
| Copa Mundial de Fútbol de 2010 | Sudáfrica | Fase de grupos |

### Clubes
| Club              | País       | Año         |
| ----------------- | ---------- | ----------- |
| Manchester City   | Inglaterra | 2000 - 2002 |
| Preston North End | Inglaterra | 2002 - 2006 |
| → Norwich City    | Inglaterra | 2005 - 2006 |
| Sunderland        | Inglaterra | 2007 - 2008 |
| Fulham            | Inglaterra | 2008 - 2012 |
| Blackburn Rovers  | Inglaterra | 2012 - 2014 |
| AIK Estocolmo     | Suecia     | 2015 - 2016 |
| IFK Rössjöholm    | Suecia     | 2017        |